# Большекрепинская
Большекрепинская — слобода в Родионово-Несветайском районе Ростовской области. Административный центр Большекрепинского сельского поселения.

## География

### Улицы
| - ул. Белинского, - Береговая ул., - ул. Буденного, - ул. Гагарина, - Гвардейская ул., - ул. Гоголя, - Заречная ул., - Инкубаторная ул., - ул. Кирова, | - ул. Комарова, - Красноармейская ул., - ул. Курчатова, - ул. Ленина, - ул. Лермонтова, - Луговая ул., - Молодёжная ул., - ул. Некрасова, - Новоселовская ул., | - Октябрьская ул., - Пионерская ул., - Подгорная ул., - ул. Пушкина, - ул. Рассвет, - Речная ул., - Советская ул., - Стахановская ул., | - ул. Суворова, - ул. Фрунзе, - ул. Чехова, - Школьная ул., - Кузнечный пер., - Рыбный пер., - Средний пер., - Чапаевский пер. |

## История
Большекрепинская слобода была основана в 1777 году атаманом Платовым. По первой Всероссийской переписи населения 1897 года население составило 4 704 человека, из них - 2 казака, 7 дворян, 132 мещанина. Великороссов - 57 душ, остальные - малороссы.
Изначально, это был районный центр. На протяжении многих лет Большекрепинская формировалась и изменялась. Также в этой слободе родился и вырос старший брат Антона Павловича Чехова Александр. Во время Великой Отечественной войны слобода была оккупирована фашистскими захватчиками, а затем два раза сожжена. Но несмотря на все муки, страдания и издевательства народ сумел восстановить слободу.
В настоящее время там проживают около двух тысяч человек.

## Население
| 2010 |
| ---- |
| 1995 |

### Известные уроженцы
- Алексеев, Эдуард Константинович — Герой Российской Федерации.